# Coregonus macrophthalmus
Coregonus macrophthalmus és una espècie de peix de la família dels salmònids i de l'ordre dels salmoniformes.

## Reproducció
És ovípar i els ous són enterrats en nius desprotegits.

## Alimentació
Menja plàncton i insectes.

## Distribució geogràfica
Es troba a Europa: llac de Constança (Àustria, Alemanya i Suïssa).